# Гермоген (Долганёв)
Епи́скоп Гермоге́н (в миру Гео́ргий Ефре́мович Долганов или Долганёв; 25 апреля (7 мая) 1858, Новая Одесса, Херсонский уезд, Херсонская губерния — 29 июня 1918, близ деревни Карбаны, Тобольская губерния) — епископ Православной российской церкви, Епископ Тобольский и Сибирский.
Прославлен в лике святых Русской православной церкви в 2000 году. Память 16 (29) июня и 20 августа (2 сентября), а также в Соборе Московских святых, Соборе Саратовских святых, в Память Отцов Поместного Собора Церкви Русской 1917—1918 гг. и в Соборе новомучеников и исповедников Церкви Русской.

## Биография
Родился в семье священника, который впоследствии принял монашество и был возведён в сан архимандрита в Саратовском Спасо-Преображенском монастыре. С детских лет был глубоко религиозным человеком.
Окончил Одесское духовное училище и пять классов Одесской духовной семинарии. Аттестат зрелости получил в классической гимназии города Ананьева Херсонской губернии. Два года учился на медицинском факультете Женевского университета. Окончил юридический факультет Новороссийского университета (1889) и Санкт-Петербургскую духовную академию со степенью кандидата богословия (1893).
Неоднократно прерывал обучение, устраивался на службу, пытался заниматься хлебопашеством, путешествовал. В состоянии душевного кризиса подверг себя самооскоплению. В 1890 году пострижен в монашество, посвящён в сан иеродиакона, а 15 марта 1892 года — в сан иеромонаха.
В 1894 году награждён набедренником и наперсным крестом. С 1895 цензор русских текстов в журнале «Пастырь-Мцкемси».
С 1893 года — инспектор, с 1898 года — ректор Тифлисской духовной семинарии с возведением в сан архимандрита. Тогда же он был назначен членом Грузино-Имеретинской синодальной конторы, председателем епархиального училищного совета, редактором «Духовного вестника Грузинского экзархата». Лично исключил из семинарии Иосифа Джугашвили за прогулы и низкую успеваемость.

## Архиерейское служение
С 14 января 1901 года — епископ Вольский, викарий Саратовской епархии.
Развернул широкую миссионерскую деятельность, к которой привлекал и мирян. Организовал внебогослужебные чтения и беседы, разрабатывал программы для воскресных школ. Председатель епархиального училищного совета.
С 21 марта 1903 года — епископ Саратовский и Царицынский. Чин хиротонии в Казанском соборе совершили митрополиты Санкт-Петербургский и Ладожский Антоний (Вадковский), Киевский и Галицкий Феогност (Лебедев), Московский и Коломенский Владимир (Богоявленский), архиепископ Холмский и Варшавский Иероним (Экземплярский), епископы Кишинёвский и Хотинский Иаков (Пятницкий), бывший Полоцкий и Витебский Маркелл (Попель), Ямбургский Борис (Плотников), Гдовский Вениамин (Муратовский) и Нарвский Никон (Софийский).
Призывал духовенство к истовому, неспешному и строго-уставному совершению церковного богослужения. Значительное внимание уделял борьбе с сектантством, в рамках которой устраивал внебогослужебные пастырские беседы. За время его правления в Саратовской епархии были построены свыше пятидесяти храмов, основаны 4 монастыря, открыты 400 одноклассных церковно-приходских школ, налажено издание еженедельника «Братский листок» («Россиянин» в 1907 году), но последующая ревизия выявила полное расстройство финансового положения и необоснованные перемещения в отдалённые приходы даже почитаемых паствой священников.
Во время революции 1905 года выступал с ярко выраженных антиреволюционных позиций, часто выступал с проповедями, проявив себя как убеждённый и последовательный монархист.
Отождествлял «интеллигенцию» с «жидами». В 1905—1907 годах его епархиальная газета «Братский листок» осуждала «смутьянов» и «бунтовщиков», в связи с чем Гермоген стал считаться вдохновителем черносотенных погромов. Он руководил саратовским отделением «Союза русского народа», который считал исключительно русской организацией. Епископ отождествлял русских и православных и запрещал принимать в православие евреев, включая крещёных.
Один из организаторов отделения Союза русского народа в Саратове. В 1907 году Гермоген из-за того, что Союз русского народа принимал в свои ряды старообрядцев, создал и возглавил Православный братский Союз русского народа, предав анафеме членов саратовского отделения Союза русского народа.
Выступал с резкой критикой современных ему тенденций в литературе и театральной жизни. Его публичные выступления были «предельно резкими, зачастую нарушали положения российского законодательства». Ходатайствовал перед Святейшим синодом о запрете пьесы Леонида Андреева «Анатэма» и отлучении от Церкви более 100 русских писателей, в том числе Дмитрия Мережковского и Василия Розанова. Отменил назначенную в кафедральном соборе панихиду по актрисе Вере Комиссаржевской (она скончалась во время гастролей от чёрной оспы).

На заседании Святейшего синода в конце 1911 года выступил против предлагавшегося московским митрополитом Владимиром (Богоявленским) и великой княгиней Елизаветой Фёдоровной введения чина диаконисс в православной церкви. Апеллировал в резкой форме по этому вопросу к императору — направил ему телеграмму, в которой утверждал, что Святейший синод учреждает в Москве «чисто еретическую корпорацию диаконисс, фальшивое подложное учреждение вместо истинного». В этой телеграмме критиковал также проект введения особого чина заупокойного моления об инославных, заявив, что этим оказывается «открытое попустительство и самовольное бесчинное снисхождение к противникам Православной Церкви». 

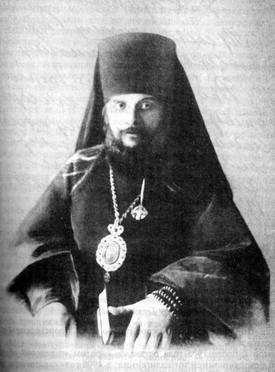

Одновременно вступил в конфликт с Григорием Распутиным, которого первоначально поддерживал. Ради борьбы с «блудливым старцем» образовал союз с черносотенным иеромонахом Илиодором (Труфановым), который первоначально поддерживался церковными и светскими властями, видевшими в нём успешного антиреволюционного пропагандиста. На квартире епископа 16 декабря 1911 года Гермоген, Илиодор, юродивый Митя, писатель Иван Родионов и другие стали обличать Распутина и, угрожая саблей, заставили целовать крест. В результате Распутин был вынужден поклясться, что покинет царский дворец.
3 января 1912 года уволен императором от присутствия в Синоде с предписанием выехать во вверенную ему епархию. Отказавшись подчиниться, давал интервью газетам, в которых критиковал членов Синода. 17 января уволен от управления епархией и водворён в Жировицкий монастырь. В августе 1915 года был переведён в Николо-Угрешский монастырь Московской епархии.
С 8 марта 1917 года — епископ Тобольский и Сибирский; назначен на этот пост как «жертва старого режима». Сохранил монархические убеждения, призывал паству «сохранять верность вере отцов, не преклонять колена перед идолами революции и их современными жрецами, требующими от православных русских людей выветривания, искажения русской народной души космополитизмом, интернационализмом, коммунизмом, открытым безбожием и скотским гнусным развратом». Резко критиковал Декрет об отделении церкви от государства.
В 1917 году член Поместного собора Православной российской церкви по должности, участвовал только в 1-й сессии, член III отдела.
15 апреля 1918 года в Тобольске прошёл большой крестный ход, после окончания которого епископ был помещён под домашний арест. Затем был отправлен в Екатеринбург, куда прибыл 18 апреля; был заключён в тюрьму, где занимался чтением Нового Завета в переводе Константина Победоносцева и житий святых, молился и пел церковные песнопения.
Тобольский епархиальный съезд направил в Екатеринбург делегацию, которая просила выпустить епископа под залог. В состав делегации входили брат епископа Гермогена протоиерей Ефрем Долганёв, священник Михаил Макаров, присяжный поверенный Константин Минятов. Делегация выплатила установленный залог в размере десяти тысяч рублей (первоначально власти требовали сто тысяч), однако епископ не был освобождён, а члены делегации оказались сами арестованы и вскоре расстреляны.
В июне 1918 года епископ и ещё несколько заключённых (священник села Каменского Екатеринбургской епархии Пётр Карелин, бывший жандармский унтер-офицер Николай Князев, гимназист Мстислав Голубев, бывший полицмейстер Екатеринбурга Генрих Рушинский и офицер Ершов) были увезены в Тюмень и доставлены на пароход «Ермак». Вначале их заставили работать на строительстве укреплений около Покровского, затем перевели на пароход «Ока», который направился к Тобольску. На пути к этому городу Павел Хохряков лично дал распоряжение об уничтожении всех взятых с отрядом заложников 29 июня 1918 года. Епископа Гермогена и священника Петра Корелина утопили 29 июня в реке Туре.
Тело епископа Гермогена было обнаружено 3 июля и на следующий день захоронено крестьянами села Усольского. Через месяц, 2 августа, останки епископа были перезахоронены в склепе, устроенном в Иоанно-Златоустовском приделе Софийско-Успенского собора Тобольска. Склеп и мощи новомученика были обнаружены во время ремонта собора в 2005 году.

## Канонизация и почитание
В ноябре 1981 года Архиерейский Собор РПЦЗ канонизировал Собор новомучеников и исповедников Российских, но без поимённой канонизации. В дальнейшем в число новомучеников был включён и епископ Гермоген с установлением памяти 16 июня.
В августе 2000 Деянием Юбилейного Освященного Архиерейского Собора Русской Православной Церкви его имя было внесено в Собор новомучеников и исповедников Российских для общецерковного почитания. Тем же Деянием к общецерковному почитанию в Соборе новомучеников и исповедников Российских были канонизированы пострадавшие вместе со св. Гермогеном священномученики Ефрем Долганёв, Михаил Макаров, Пётр Карелин и мученик Константин Минятов.
4 мая 2017 года решением Священного Синода Русской православной церкви включён в собор «Отцев Поместнаго Собора Церкви Русския 1917—1918 гг.» (память 5/18 ноября).

## Сочинения
- «К нашей юной духовной среде» // Духовный вестник Грузинского Экзархата, 1898, Ч. неофиц., № 24. — C. 2-10.
- "Очерк деятельности Епархиального миссионерского духовно-просветительного Братства в г. Тифлисе за два года его существования (с 19 окт. 1897 г. по 22 окт. 1899 г.) // Духовный вестник Грузинского Экзархата, 1900, Ч. неофиц., № 6. — C. 7-23.
- Борьба за истину нашей духовной школы: Отзыв о проекте новой организации этой школы // Саратовский духовный вестник, 1908. — № 44. — C. 3-10.
- Негодующее осуждение дозволенного кощунства: (Истинное изображение смерти Толстого). — Саратов, [1910].
- От света «истинного» во тьму «кромешную»: (Открытое письмо к рус. людям). — Пг., 1916.
- Толкование на «Откровение» Иоанна Богослова // Первый и последний. — М., 2003. — № 2(6).

## Награды
- Орден Святого Владимира 2-й степени (1911)
- Орден Святого Владимира 3-й степени (1902)
- Орден Святой Анны 1-й степени (1907)
- Орден Святой Анны 2-й степени (1900)
- Орден Святой Анны 3-й степени (1897)